# Ацетат цинка
Ацета́т ци́нка — химическое соединение, цинковая соль уксусной кислоты. Образует кристаллогидраты —обычно в виде дигидрата Zn(CH 3 CO 2) 2 · 2H 2 O, также может быть получен в виде безводной формы при особых условиях реакции. Используется в качестве пищевой добавки (E650). Категорируется, как усилитель вкуса и аромата.

## Свойства
При нормальных условиях и гидрат и безводная форма ацетата цинка представляет собой бесцветные кристаллы, растворимые в воде и многих органических растворителях (например, в этаноле, метаноле, ацетоне, анилине, пиридине). Дигидрат ацетата цинка имеет слабый запах уксусной кислоты.

## Получение
Как и любые соли уксусной кислоты, ацетат цинка можно получить растворением оксида, гидроксида или некоторых солей цинка в уксусной кислоте. Известен простой способ получения ацетата цинка взаимодействием оксида цинка с уксусной кислотой.
2CH3COOH + ZnO = Zn(CH3COO)2 + H2O
На этой реакции основан запатентованный способ получения дигидрата ацетата цинка. Безводный ацетат цинка нельзя получить данным способом, даже если использовать безводную уксусную кислоту.
Гидратированный ацетат цинка может быть получен и множеством других способов, например, путём растворения гидроксокарбоната (основная соль цинка и угольной кислоты) либо гидроксида цинка в уксусной кислоте. При этом реакция происходит эффективнее при взаимодействии с разбавленными растворами уксусной кислоты и при нагревании.
4CH3COOH + Zn2(CO3)(OH)2 = 2Zn(CH3COO)2 + 3H2O + CO2↑
2CH3COOH + Zn(OH)2 = Zn(CH3COO)2 + 2H2O
Обработка нитрата цинка уксусным ангидридом является альтернативным путём получения безводного ацетата цинка.
Для нужд электроники, волоконной оптики, атомной энергетики — запатентован россиянами способ получения высокочистого безводного ацетата цинка, основанный на реакции диэтилцинка, в качестве цинксодержащего соединения, с уксусной кислотой.

## Химические свойства
Химические свойства ацетата цинка характерны для ацетатов.
Как и все растворимые соли, ацетат цинка диссоциирует в водных растворах.
При воздействии более сильных кислот выделяется уксусная кислота, а цинк образует соль более сильной кислоты. В реакции ацетата цинка с серной кислотой образуется уксусная кислота и сульфат цинка.
Zn(CH3COO)2 + H2SO4 = 2CH3COOH + ZnSO4
При температуре ацетат цинка разлагается с образованием ацетона и карбоната цинка.
Zn(CH3COO)2 = C3H6O + ZnCO3
Из-за этой реакции ацетат цинка нельзя хранить или сушить вблизи открытого огня.
Замещение цинка в ацетате металлами, стоящими левее цинка в электрохимическом ряду активности металлов, влияет на коррозионную стойкость. Так соприкосновение ацетата цинка и алюминия не рекомендуется.
3Zn(CH3COO)2 + 2Al = 2Al(CH3COO)3 + 3Zn
Взаимодействие ацетата цинка с сильными основаниями приводит, по реакции обмена, к образованию гидроксида цинка и соответствующей соли-ацетата. Эта реакция является качественной реакцией на ацетат цинка в части определения ионов цинка по белому осадку гидроксида цинка, который растворяется при дальнейшем воздействии щёлочью.
Zn(CH3COO)2 + 2NaOH = 2CH3COONa + Zn(OH)2

## Структура
В безводном ацетате цинка цинк координируется с 4-мя атомами кислорода, образуя тетраэдрическую форму, затем эти тетраэдрические полиэдры соединяются между собой ацетатными лигандами, образуя полимерную структуру.
В дигидрате ацетата цинка цинк координируется с 8-ю атомами кислорода, образуя октаэдрическую форму, при этом обе ацетатные группы являются бидентатными лигандами.

## Ацетат цинка, основной
Нагрев ацетата цинка Zn(CH3CO2)2 в вакууме ведёт к потере уксусного ангидрида, оставляя осадок ацетата цинка основного (оксид ацетата цинка, оксиацетат цинка, оксид-гексаацетата цинка) с формулой Zn4O(CH3CO2)6. Этот кластер имеет тетраэдрическую структуру с оксидным лигандом в центре.
Молекула соединения напоминает соответствующую ацетатную бериллиевую соль, но с бо́льшим межатомным расстоянием, так длина связи Zn-O ~1.97 Å, против ~1.63 Å для оксида-гексаацетата бериллия (Be4O(OAc)6).
Оксид-гексаацетата цинка (Ацетат цинка основной) является распространённым предшественником Металл-органических каркасных структур.

## Применение

### Пищевое и медицинское применение
Ацетат цинка входит в список разрешённых к применению пищевых добавок как пищевая добавка E650.
Ацетат цинка может быть использован как:
- препарат для лечения дефицита цинка в организме,
- препарат для ингибирования усвоения меди при Болезни Вильсона — Коновалова,
- препарат в смеси с антибиотиком, например эритромицином, для лечения акне; мазь против зуда; противогрибковое средство,
- вяжущее средства в мазях, лосьонах,
- компонент зубных цементов,
- освежитель дыхания[17][18] и ингибитор налёта[19] в жевательной резинке,
- компонент пастилок для лечения назофарингита.

Ацетат цинка особенно показан в виде примеси в пастилках. Метаанализ показал, что три повышенные дозы препарата снижают длительность назофарингита на 42 %.
Хотя пастилки с ацетатом цинка укорачивают длительность назофарингита, многие цинковые пастилки на рынке США имеют либо слишком низкое содержание цинка, либо ингредиенты, связывающие ионы цинка, например лимонную кислоту. Так что, выигрыш от высоких доз активного цинка в тестовом изучении может и не проявляться при обыденном применении потребителями.

### Промышленное применение
В промышленности ацетат цинка применяется как:
- протрава для придания грибковой устойчивости древесине, протрава при окрашивании тканей
- цинкосодержащее вещество для производства других солей цинка (см. Категория:Соли цинка),
- реагент в производстве полимеров, этилацетата, этилена,
- катализатор в органическом синтезе,
- аналитический реактив,
- поверхностный ингибитор в водяных трубопроводах первого контура атомных электростанций,
- цинксодержащее вещество для получения в золь-гель процессе слоёв прозрачного полупроводника — оксида цинка.